# James Sie
James Sie, född 1962 i Summit, New Jersey, USA, är en amerikansk skådespelare.